# 东方红5B型柴油机车

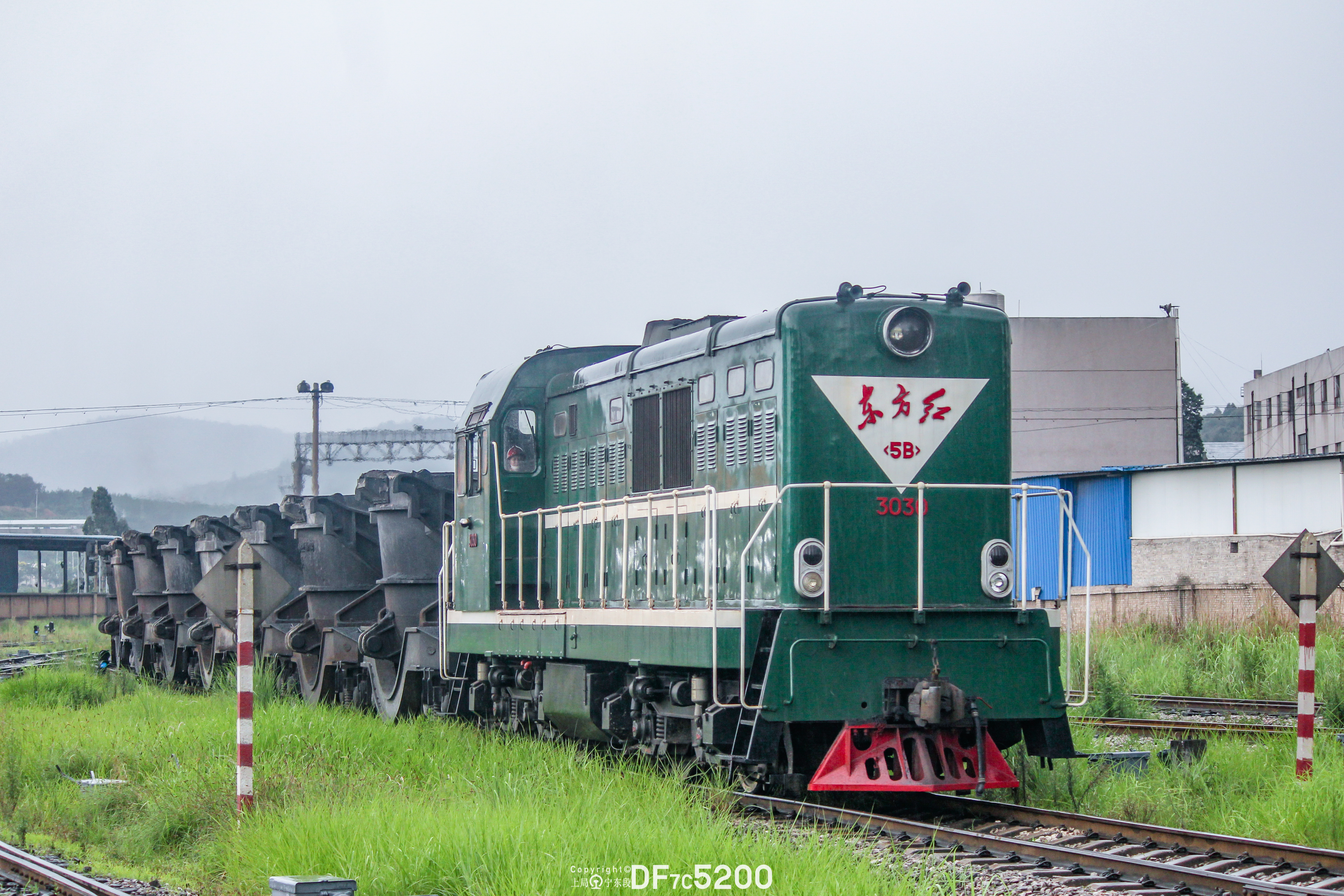
昆明钢铁控股有限公司的东方红5B型内燃机车牵引钢水罐车

东方红5B型柴油机车是中国资阳内燃机车厂为地方工矿企业设计制造的一款调车及小运转用液力传动柴油机车，于1985年研制成功。该型机车是资阳内燃机车厂根据工矿企业的需要，在东方红5型柴油机车的基础上进行改进设计，使机车整体的牵引性能、经济性和可靠性均有所提高。此后，又在东方红5B型柴油机车的基础上，研制了专为冶金企业设计的东方红5C型柴油机车。1988年至1989年间，资阳内燃机车厂共生产了18台东方红5B型机车、6台东方红5C型机车，主要用户包括重庆钢铁、攀枝花钢铁、鞍山钢铁、昆明钢铁、宁波港等。
东方红5B型机车（3000系）与东方红5型机车相比，在保持总体布置大体不变和主要零部件互换通用的原则下，将柴油机装车功率由1075马力（790千瓦）提高到1250马力（920千瓦）；机车整备重量由86吨增加到92吨，轴重相应提高到23吨，换用了效率更高的液力变扭器（B45型起动变扭器、B85型运转变扭器）；采用带有盘转机构的ZJ2012型液力传动箱上，提高了机车换向的可靠性；采用加强型车轴齿轮箱，增加了齿轮强度和箱体刚度；为适应轴重的提高和新型车轴齿轮箱的安装要求，改进设计了转向架；柴油机进气采用两级空气滤清，适应工矿企业较多粉尘的使用环境；柴油机排气口可以按需要加装消声器，司机室内壁采用新型的隔热隔声材料。
东方红5C型机车（4000系）与东方红5B型机车大致相同，只是因应冶金工业的特点而在总体布置上稍有差异，东方红5C型机车应鞍山钢铁提出的要求，将燃油箱置于车体内，并将总风缸置于车体下方两台转向架之间，避免油箱因碰撞而引致火灾。为了适应机车在冶金、化工工厂恶劣环境下使用的需要，这两种机车都采用了耐高温、防腐蚀材料，能够在50℃环境温度正常工作，并可以根据用户需要加装重联装置。。
1988年，资阳内燃机车厂应鞍钢、宝钢、攀钢等钢铁企业的要求，在东方红5B型机车的基础上研制成东方红7型柴油机车，差异仅在于换装石油部济南柴油机厂生产的Z12V190BJ型柴油机。

## 参看
- 东方红2型柴油机车
- 东方红5型柴油机车
- 东方红7型柴油机车